# Foaly
Foaly er en fiktiv karakter i Eoin Colfers serie Artemis Fowl. Foaly er teknisk konsulent for NIS. Han er den mest intelligente kentaur på jorden (både over og under), og han betragter sig selv som et geni, der ikke er værdsat. Han er bagmanden bag størstedelen af den avancerede teknologi, som fe-verdenen er i besiddelse af. Hans største rival er dog hans tidligere klassekammerat, feen Opal Koboi, hvis store kommercielle laboratorium også har produceret en stor del af feerne teknologi. Foaly er er paranoid og tror på mange konspirationsteorier.
Der vides ikke meget om Foalys tidligere liv. Der er ingen direkte indikationer af hans alder, men han er dog ældre en NIS-kaptajnen Holly Short, som er en af de få personer, som han kommer godt ud af det med. 